# Herminia fangalis
Herminia fangalis är en fjärilsart som beskrevs av Franz Dannehl 1925. Herminia fangalis ingår i släktet Herminia och familjen nattflyn. Inga underarter finns listade i Catalogue of Life.